# Cephalotes betoi
Cephalotes betoi é uma espécie de inseto do gênero Cephalotes, pertencente à família Formicidae.